# Mål (skytte)

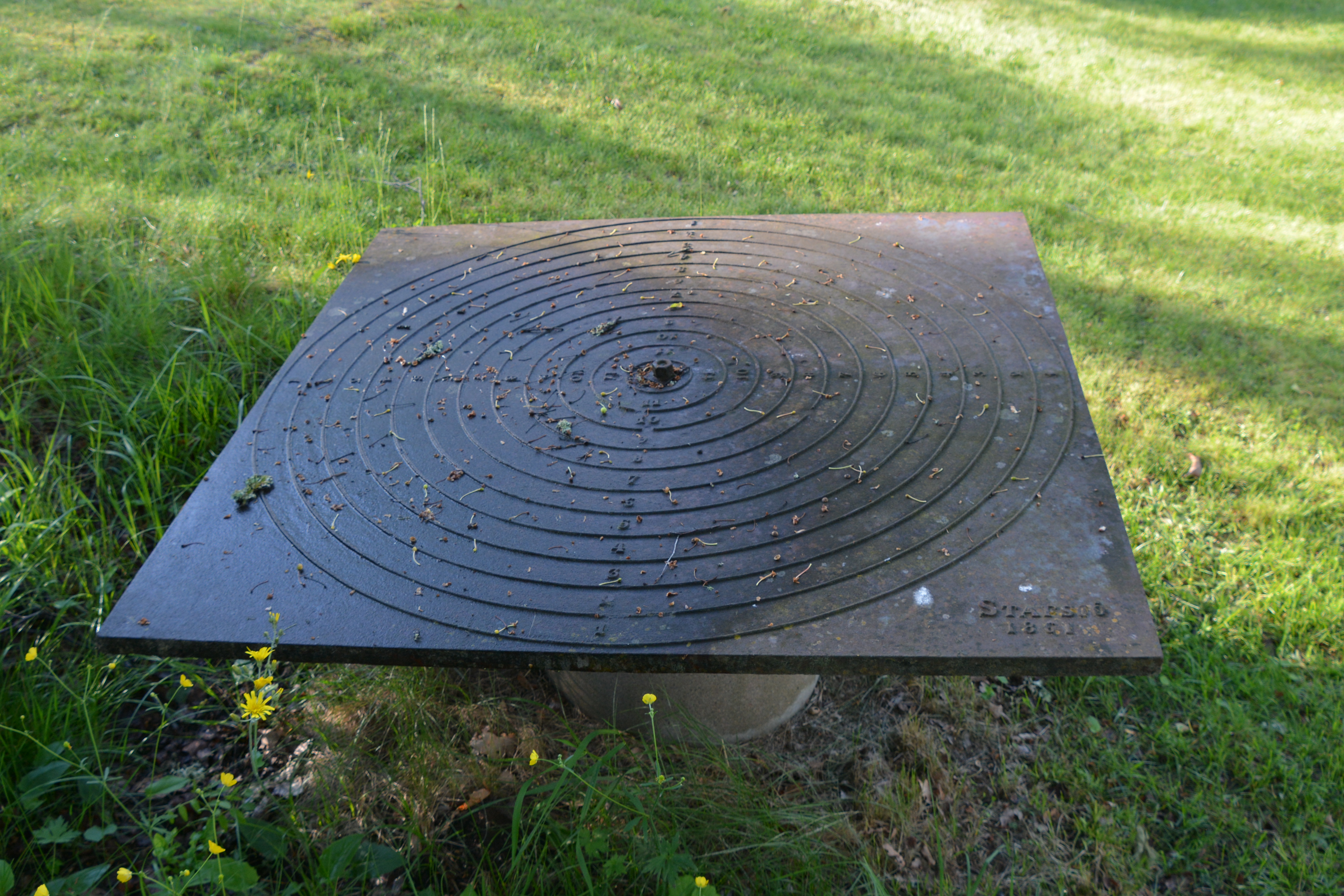
Måltavla i gjutjärn, gjord i Stafsjö bruk

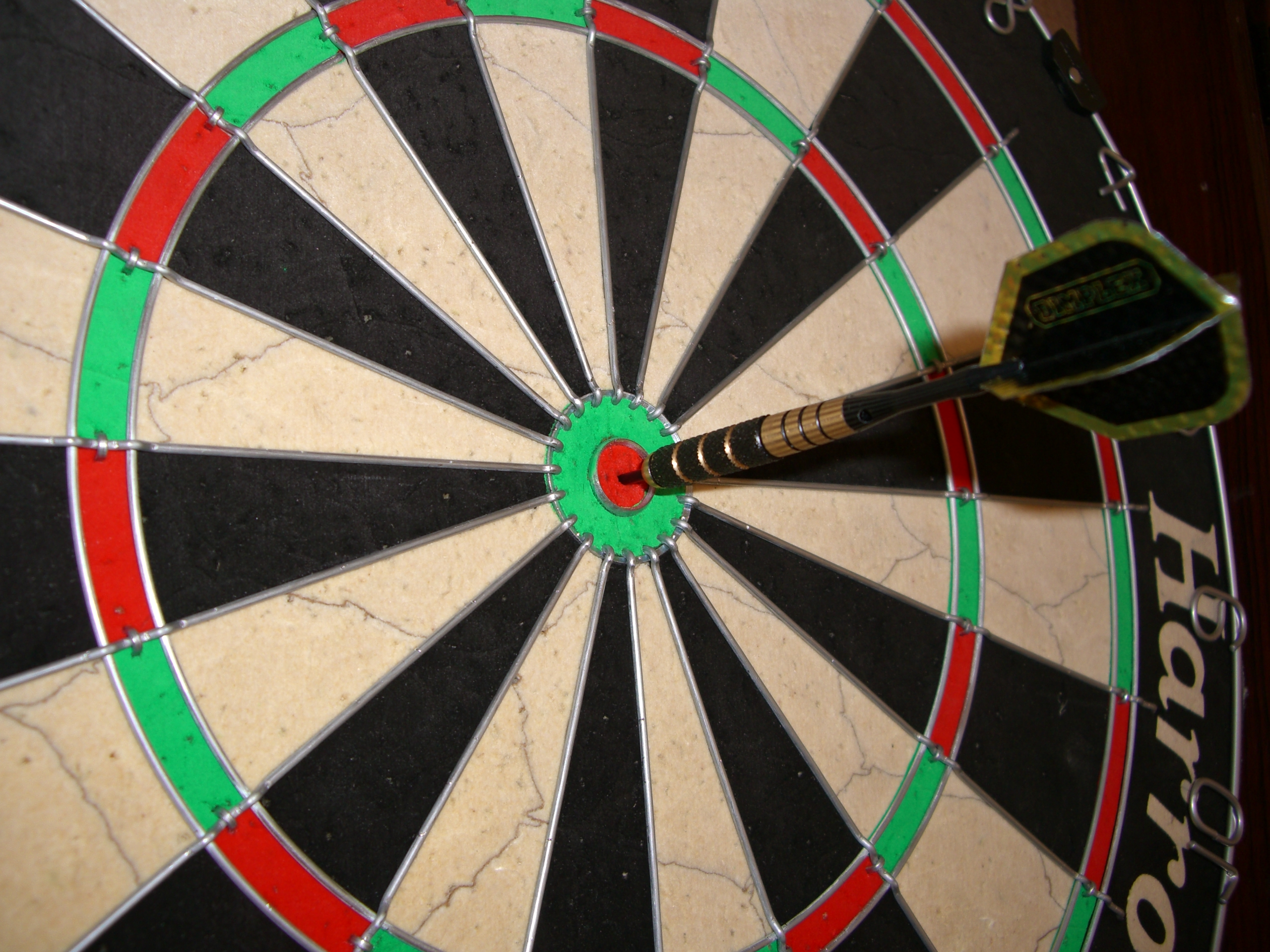
En darttavla.

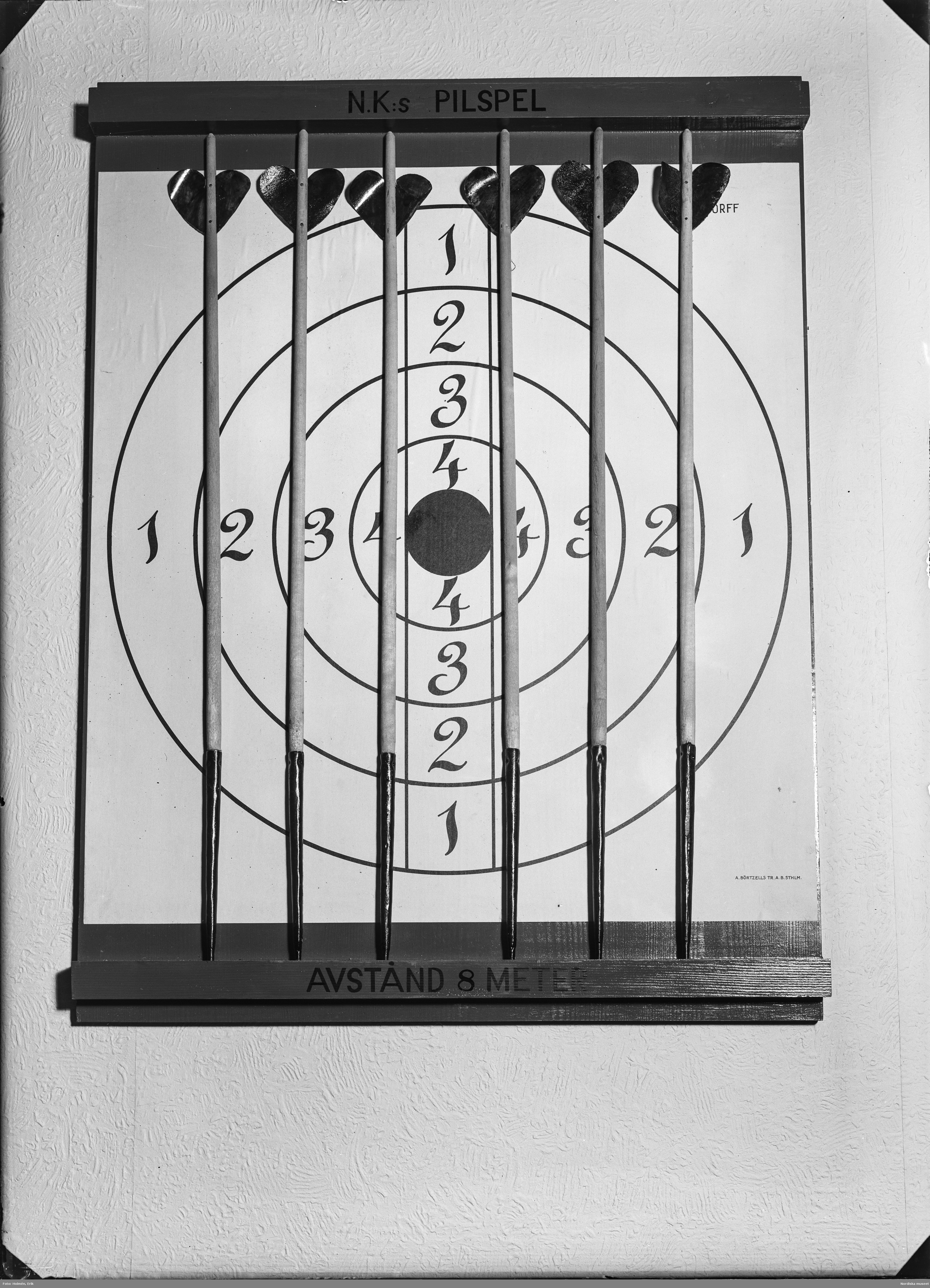
NK:s pilspel. Pilarna kastades från ett avstånd på åtta meter. Fotografi från 1937.

Ett mål är ett föremål som man i skytte avser att träffa med en projektil.
Ett mål är oftast en måltavla. I jakt är det viltet som utgör mål. I militärt övningsskytte kan målet utgöras av en papptavla ellen en attrapp av en mänsklig figur, ett fordon, ett fartyg eller en byggnad.